# Brassica gravinae
Brassica gravinae är en korsblommig växtart som beskrevs av Michele Tenore. Brassica gravinae ingår i släktet kålsläktet, och familjen korsblommiga växter. Inga underarter finns listade i Catalogue of Life.